# Leucochrysa (Nodita) nigrovaria
Leucochrysa (Nodita) nigrovaria is een insect uit de familie van de gaasvliegen (Chrysopidae), die tot de orde netvleugeligen (Neuroptera) behoort. 
Leucochrysa (Nodita) nigrovaria is voor het eerst wetenschappelijk beschreven door Walker in 1853.